# Маркес, Яне
Яне Марсия Кампос да Фонсека Маркес (англ. Yane Márcia Campos da Fonseca Marques; род. 7 января 1984, Афогадус-да-Ингазейра, Пернамбуку) — бразильская спортсменка, занимающаяся современным пятиборьем, олимпийская медалистка, знаменосец сборной Бразилии на домашней Олимпиаде.

## Карьера

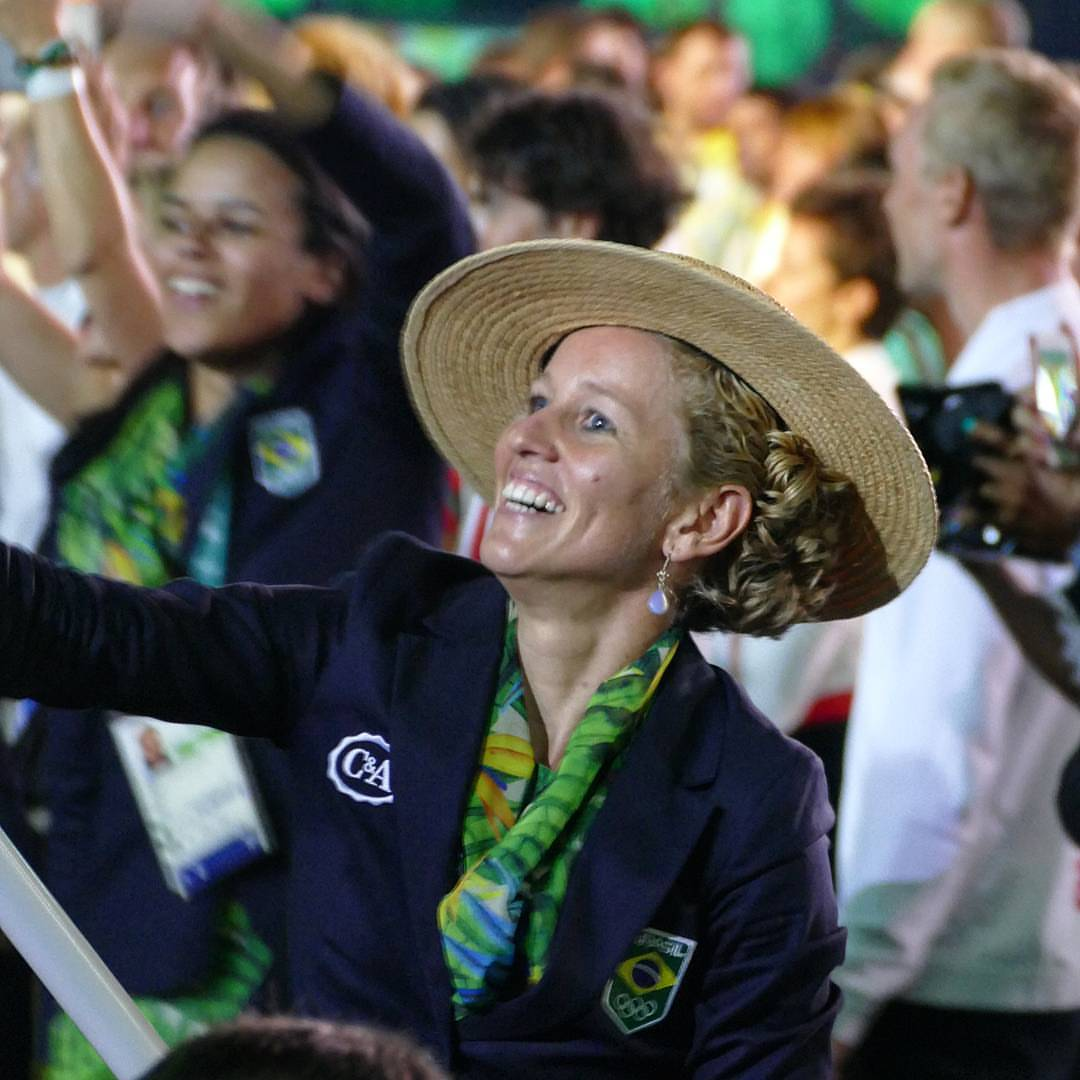
Маркес несёт флаг Бразилии на церемонии открытия Олимпийских игр в Рио-де-Жанейро 5 августа 2016 года

В начале спортивной карьеры Яне Маркес занималась плаванием в городе Ресифи. Позднее переквалифицировалась в современное пятиборье. В 2004 и 2006 годах становилась чемпионкой Южной Америки в личном первенстве, в 2007 году выиграла Панамериканские игры в Рио-де-Жанейро.
В 2008 году дебютировала на Олимпийских играх. Там она заняла в личном первенстве 18-е место, показав лучший результат (6 место) в плавании.
На Олимпийских играх в Лондоне Маркес выступила значительно удачнее. В фехтовании и плавании она показывала шестой результат, в конкуре была девятой. Перед последним видом была второй, но в итоге уступила серебряную медаль англичанке Маррей и стала бронзовым призёром.
Первую медаль чемпионатов мира завоевала через год после Олимпиады, став второй на первенстве, прошедшем на Тайване.
Перед Олимпиадой 2016 года была выбрана знаменосцем сборной Бразилии на церемонии открытия.